# Szerf

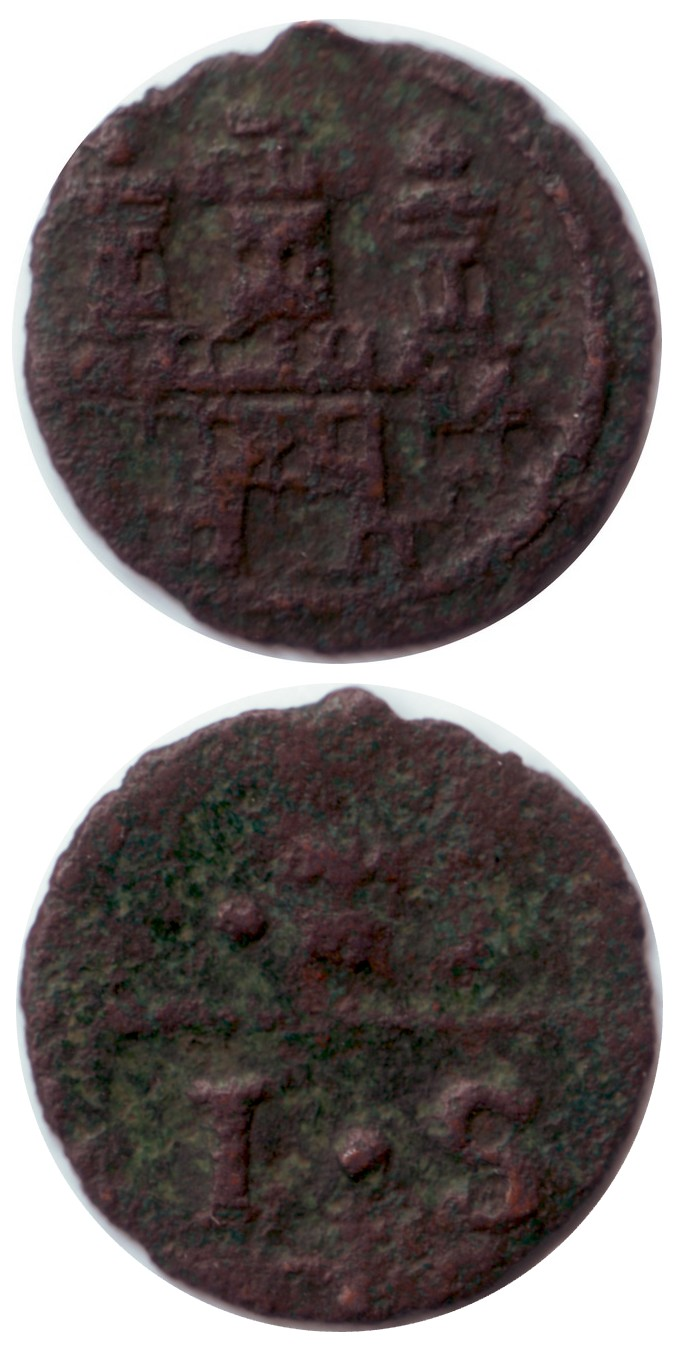
Miedziany szerf Hamburga z XVI w.

Szerf (niem. Hälbling) – moneta o wartości ½ feniga, zwana we wczesnym średniowieczu obolem, bita głównie w Niemczech północnych.
W okresie nowożytnym emitowana w latach 1531–1777 (głównie w miedzi), w Brunszwiku, Lüneburgu, Meklemburgii, Rostocku i w miastach północnoniemieckich (np. w Lubece, Hamburgu, Wismarze), a także na Pomorzu Zachodnim – Wołogoszcz, Bardo, Szczecin (1581–1595) oraz w Stralsundzie (1607).